# Кофрентес
Кофрентес, Кофрентс (ісп. Cofrentes (офіційна назва), валенс. Cofrents) — муніципалітет в Іспанії, у складі автономної спільноти Валенсія, у провінції Валенсія. Населення — 956 осіб (2010).
Муніципалітет розташовано за 260 км на південний схід від Мадрида, 65 км на південний захід від Валенсії. Тут розташовано АЕС Кофрентес.

## Демографія
Динаміка населення (INE ):

## Галерея зображень

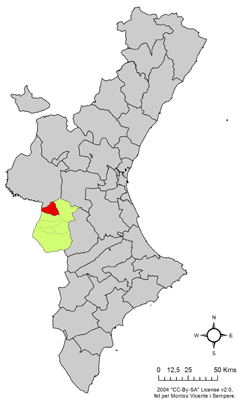
Розташування муніципалітету Кофрентес у автономній спільноті Валенсія
Розташування муніципалітету Кофрентес у комарці Вальє-де-Айора